# Carter Horton
Carter Horton es un personaje de la película Destino final y uno de los sobrevivientes del Vuelo 180. Era novio de Terry Chaney y tenía una muy mala relación con Alex Browning y con Billy Hitchcock.

## Muerte
Muere cuando un autobús que casi atropella a Alex se sale de control, haciendo que un poste salga volando y soltando los seguros de un cartel que casi aplasta a Alex pero Carter lo salvó, pero el cartel volvió al revés y aplastó a Carter.

## Pistas/signos
- Carter estaba a punto de morir cuando un tren casi lo atropella corriendo en dirección a su coche, pero Alex lo salvó en el último segundo. Por su parte, Carter salvó a Alex de la señal en el último segundo.
- En la señal que mata a Carter se puede leer 180.
- Un hombre estaba cantando "Rocky Mountain High" en francés.
- Antes del accidente que causa la muerte de Carter, Alex ve un pedazo de carne masacrada.
- Cabe señalar que después de que Terry muere, la mancha de sangre en el rostro de Carter, realmente se ve como el número "5". Esto es cierto, él era el sobreviviente quinto a morir.
- Otro de los testigos de su muerte, además de Alex y Clear, era Rory Petters (personaje de Destino final 2).
- Carter comienza una tradición en la saga Destino final, siendo la primera persona en morir aplastada. El aplastamiento de un personaje se vuelve más concurrido en Destino final 2 con la muerte de Timothi Carpenter, Ian Mckinley en Destino final 3, Jonathan Grove en Destino final 4 y en Destino final 5 Nathan Sears concluiría la tradición hasta el momento.

- Datos: Q16543859